# Moraea
Moraea es un género de plantas perennes y rizomatosas con muchas especies perteneciente a la familia de las iridáceas.

## Taxonomía
El género fue descrito por Philip Miller y publicado en Journal of Botany, British and Foreign 66: 141. 1928.
Etimología
Moraea: nombre genérico que fue otorgado en honor del botánico inglés Robert Moore.
Sinonimia
- Sisyrinchium Mill., Gard. Dict. Abr. ed. 4: s.p. (1754), nom. illeg.
- Vieusseuxia D.Delaroche, Descr. Pl. Aliq. Nov.: 31 (1766).
- Galaxia Thunb., Nov. Gen. Pl.: 50 (1782).
- Hexaglottis Vent., Dec. Gen. Nov.: 6 (1808).
- Homeria Vent., Dec. Gen. Nov.: 5 (1808).
- Diaphane Salisb., Trans. Hort. Soc. London 1: 304 (1812).
- Freuchenia Eckl., Topogr. Verz. Pflanzensamml. Ecklon: 14 (1827).
- Jania Schult. & Schult.f. in J.J.Roemer & J.A.Schultes, Syst. Veg. 7: 1528 (1830).
- Phaianthes Raf., Fl. Tellur. 4: 30 (1836).
- Hymenostigma Hochst., Flora 27: 24 (1844).
- Plantia Herb. in Lindl., Edwards's Bot. Reg. 30(Misc.): 89 (1844).
- Gynandriris Parl., Nuov. Gen. Sp. Monocot.: 49 (1854).
- Iridopsis Welw. ex Baker, Trans. Linn. Soc. London, Bot. 1: 270 (1878).
- Helixyra Salisb. ex N.E.Br., Trans. Roy. Soc. South Africa 17: 348 (1929).
- Barnardiella Goldblatt, Ann. Missouri Bot. Gard. 63: 312 (1976 publ. 1977).
- Roggeveldia Goldblatt, Ann. Missouri Bot. Gard. 66: 840 (1979 publ. 1980).
- Rheome Goldblatt, Bot. Not. 133: 92 (1980).
- Sessilistigma Goldblatt, J. S. African Bot. 50: 156 (1984).[4]